# I Don't Know What You See in Me
«I Don't Know What You See in Me» es una canción interpretada por la banda escocesa de indie pop Belle and Sebastian. Fue publicada el 9 de enero de 2023 como el sencillo principal del duodécimo álbum de la banda, Late Developers.

## Antecedentes
El 9 de enero de 2023, la banda anunció su duodécimo álbum de estudio, Late Developers, cuyo lanzamiento estaba previsto para el 13 de enero de 2023 a través de Matador Records. «I Don't Know What You See in Me» fue publicado como el sencillo principal del álbum el mismo día.

## Recepción de la crítica
Chris Deville, crítico de Stereogum, la describió como “una canción de amor que se erige como uno de los sencillos más impulsados por sintetizadores en su catálogo”. El crítico de la revista Far Out, Jordan Potter, la describió como “un retroceso sentimental a la música pop de los años 1980”.
El crítico musical de Exclaim!, Alex Hudson, escribió: “«I Don't Know What You See in Me» es un pésimo intento de pop plástico, su antiséptico auto-tune suena barato y delgado, con un insípido estribillo ‘la-ba-di-la’ que evoca el meme de ‘Numa Numa’ de la peor manera”.
La periodista musical de British GQ, Ruchira Sharma, colocó la canción en su lista de las mejores canciones de enero de 2023.

## Posicionamiento
| Gráfica (2023)                       | Pico de posición |
| ------------------------------------ | ---------------- |
| Japón (Billboard Japan Hot Overseas) | 13               |